# Похождения Чичикова. Ноздрёв
«Похождения Чичикова. Ноздрёв» — кукольный мультипликационный фильм, поставленный Борисом Степанцевым выпущенный студией «Союзмультфильм» в 1974 году.

## Сюжет
Эпизод «Чичиков у Ноздрёва» из поэмы Н. В. Гоголя «Мертвые души».

## Съёмочная группа
| авторы сценария               | Борис Ларин, Борис Степанцев                                                                         |
| постановка                    | Бориса Степанцева                                                                                    |
| художник-постановщик          | Геннадий Новожилов                                                                                   |
| режиссёр                      | Владимир Данилевич                                                                                   |
| оператор                      | Ян Топпер                                                                                            |
| композитор                    | Николай Каретников                                                                                   |
| звукооператор                 | Борис Фильчиков                                                                                      |
| редактор                      | Раиса Фричинская                                                                                     |
| монтажёр                      | Надежда Трещёва                                                                                      |
| художники-мультипликаторы:    | Вячеслав Шилобреев, Наталия Дабижа, Лидия Маятникова                                                 |
| художник                      | Николай Титов                                                                                        |
| роли озвучивали:              | Григорий Шпигель — Павел Чичиков, Андрей Попов — Ноздрёв, Анатолий Кубацкий — Мижуев                 |
| куклы и декорации изготовили: | Лилианна Лютинская, Марина Чеснокова, Владимир Аббакумов, Галина Филиппова, Павел Гусев, Семён Этлис |
| под руководством              | Романа Гурова                                                                                        |
| директор картины              | Натан Битман                                                                                         |